# Minchō
Minchō (明兆), de son vrai nom : Kitsuzan, nom familier : Chō Densu, noms de pinceau : Minchō et Hasōai, qui est un peintre japonais des XIVe – XVe siècles. Originaire de Monobe dans île d'Awaji où il nait en 1352 et meurt le 26 septembre 1432 à Kyoto.

## Biographie
Minchō est un moine-peintre, principalement actif à Kyoto jusqu'au terme de sa vie. Au début du XVe siècle, les grands monastère zen de Kyoto deviennent des centres de la culture chinoise récemment arrivée au Japon. Les moines y mènent une existence raffinée, échangeant des poèmes écrits en chinois et peignant de beaux paysages avec des pavillons élégants où ils se transportent par l'esprit, évoquant l'idéal d'une vie solitaire dans un lieu calme et tranquille. La partie supérieure du tableau est souvent réservée à des poèmes de style chinois. Cette forme de rouleau en hauteur, shigajiku (rouleau de peinture et de poésie) devient très à la mode : avec Taikū Josetsu, Minchō en est l'un des précurseurs. Entré très jeune au temple zen de Tōfuku-ji à Kyoto, où il reste d'ailleurs jusqu'à sa mort, il joue un rôle important dans la première moitié du XVe siècle, au moment du passage de la peinture purement religieuse à une peinture d'inspiration proprement laïque à finalité esthétique et du développement de la peinture à l'encre, suiboku-ga.
Il reste aujourd'hui plusieurs de ses œuvres bouddhiques (doshaku-ga), exécutées d'un trait bien défini, soit en couleurs, soit monochromes rehaussées de légers lavis colorés, tels Tekkai Sennin (l'un des huit immortels taoïstes), rouleau en hauteur en couleur sur papier, conservé au Tōfuku-ji, ou encore Les Cinq cents ahrats, rouleau en hauteur en couleur sur soie, conservé au Musée Nezu de Tokyo. On lui doit aussi plusieurs portraits polychromes et peintures à l'encre de paysages, de fleurs et d'oiseaux, notamment deux œuvres bien connues du genre shigajiku (poème et peinture), Montagnes bleues et nuages blancs, ainsi que Chaumière près d'un ruisseau de montagne, conservées au temple Nanzen-ji de Kyoto.